# Froł Kozłow
Froł Romanowicz Kozłow, ros. Фрол Романович Козлов; ur. 23 lipca?/5 sierpnia 1908 we wsi Łoszczynino w guberni riazańskiej, zm. 30 stycznia 1965 w Moskwie) – radziecki polityk, premier Rosyjskiej FSRR, Bohater Pracy Socjalistycznej (1961).

## Życiorys
Pochodził ze wsi nad rzeką Oka. Mając 15 lat pracował w fabryce włókienniczej jako niewykwalifikowany robotnik. Absolwent politechniki i inżynier metalurg, a od 1939 w zakładach metalurgicznych był sekretarzem komórki partyjnej. Od 1940 w Iżewsku sekretarz miejskiego komitetu partii, a od 1947 w Kujbyszewie drugi sekretarz obwodowego komitetu partii. Od grudnia 1949 II sekretarz, a od 19 stycznia 1950 do 8 lipca 1952 I sekretarz Komitetu Miejskiego WKP(b) w Leningradzie. Od 25 listopada 1953 do 24 grudnia 1957 w tym samym mieście był I sekretarzem Komitetu Obwodowego KPZR. Od 14 października 1952 do śmierci członek KC KPZR. Od 19 grudnia 1957 do 31 marca 1958 był premierem Rosyjskiej FSRR, kiedy pierwszym sekretarzem Komitetu Centralnego KPZR był Nikita Chruszczow. Członek Biura Politycznego KC KPZR od 29 czerwca 1957 do 16 listopada 1964 (wcześniej, od 14 lutego 1957, był zastępcą członka Biura Politycznego). Deputowany do Rady Najwyższej ZSRR od 3 do 6 kadencji. 17 czerwca 1961 uhonorowany tytułem Bohatera Pracy Socjalistycznej.
Odznaczony Medalem Sierp i Młot Bohatera Pracy Socjalistycznej oraz orderami: Lenina (czterokrotnie), Czerwonej Gwiazdy, Wojny Ojczyźnianej II stopnia i dwukrotnie Czerwonego Sztandaru Pracy.